# Сахно, Иван Иванович
Сахно Иван Иванович (1904—1985) — украинский зоолог, териолог, основатель Зоологического музея Луганского университета, заведующий кафедрой зоологии Луганского пединститута в течение 1938—1969 годов.

## Биография
Иван Сахно родился 12 ноября 1904 в г. Лебедин Сумской области. Высшее образование получил в ХИНО (Харьковский институт народного образования). Там поступил в аспирантуру, в которой учился под руководством Владимира Станчинского. После окончания аспирантуры работал полгода в Сумском пединституте. В 1934 году прибыл в Луганск на работу в ДИНО (Донецкий институт народного образования), который как раз тогда был реорганизован в Ворошиловградский государственный педагогический университет. Вместе с ним в Луганске появилась значительная часть коллекции позвоночных животных, в том числе и вся экзотическая часть современной коллекции музея, с которой начал развиваться Зоологический музей Луганского университета.
В 1938 году занимал должность доцента и заведующего кафедрой зоологии. Кандидат биологических наук с 1940 года, защитил диссертацию в Днепропетровске. В августе 1941 года мобилизован в действующую армию. Имеет много боевых и памятных наград (часть хранится в архиве ЛНУ), в том числе два ордена Красной звезды. Вернулся с фронта в 1945 году снова на должность заведующего кафедрой зоологии. Был женат на Людмиле Титаренко (1912—1971), которая работала вместе с ним на кафедре в должности ассистента.
В 1969 году в возрасте 65 лет после неизвестного конфликта с руководством написал заявление на увольнение и вышел на пенсию. Продолжал заниматься наукой до конца жизни. Автор не менее 21 научного труда; первый труд опубликовал в 1938 году, последний — в 1976 году. Умер в Луганске в 1985 году, в возрасте 80 лет. Похоронен в Луганске.

## Научная деятельность
Иван Иванович, судя по библиографии его крупнейших работ, хорошо знал и активно исследовал как фауну птиц и млекопитающих (Сахно, 1938), так и рыб (Сахно, 1940). В 1940 году защитил кандидатскую диссертацию. В послевоенный период и на ближайшие два десятилетия на кафедре зоологии сформировался стабильный работоспособный коллектив. Вместе с И. Сахно, ассистентами зоологии работали Людмила Титаренко и Николай Симонов. Именно они собрали богатый материал, который послужил основой для создания отдельного экспозиции в разделе зоологии беспозвоночных.
В 1960-е годы на кафедре зоологии Луганского пединститута идет постоянная научная работа, основанная на непрерывном исследовании дикой фауны. Иван Сахно, преимущественно как териолог, активно изучал местную фауну. Совместно с М. Симоновым он проводил масштабное исследование изменений охотничьей фауны региона, включая описания популяций интродуцированных видов (белка-телеутка, ондатра, енот уссурийский т.п.), выдал обзор фауны млекопитающих Луганщины, в котором впервые описал состояние териофауны региона и привел ранее неизвестные виды, начал системные исследования фауны полезащитных полос.

## Научные труды
- Сахно I. I. До вивчення фауни звірів і птахів полезахисних смуг Одеської і Миколаївської областей і впливу фауни на прилеглі поля // Збірник праць Зоологічного музею. — Київ, 1938. — № 21/22. — С. 97-138.
- Сахно І. І. Матеріали до вивчення риб р. Дінця // Наукові записки Харківського педагогічного інституту. — Харків, 1940. — Вип. 4. — С. 89-95.
- Сахно И. И. Материалы к изучению кормов некоторых мышевидных грызунов // Зоологический журнал. — 1957. — Том 36, № 7. — С. 1064—1082.
- Сахно И. И. Краткий обзор фауны млекопитающих Луганской области // Тезисы докладов и сообщений на научной сессии за 1962 г. физ.-мат. и ест.-геогр. факультета Луганского пед. института. — Луганск, 1963. — С. 49-54.
- Сахно И. И. Полезащитные лесополосы как «стации переживания» мышевидных грызунов в придонецких степях // Тез. докл. и сообщ. на итоговой научной сессии за 1963 г. Луганского пед. ин-та. — Луганск, 1964. — С. 58-60.
- Сахно І. І. Вплив сівозміни на чисельність мишовидних гризунів // Екологія та історія хребетних на Україні: Республіканський міжвідомчий збірник. — Київ: Наукова думка, 1966. — С. 3-9. — (Серія «Проблеми зоології»).
- Сахно И. И. Охотничье хозяйство и охрана животных // Охраняйте родную природу: Сб. статей. — Донецк: Донбасс, 1970. — Вып. 3. — С. 122—142.
- Сахно И. И. Слепушонка (Ellobius talpinus Pall.) на Ворошиловградщине // Вестник зоологии. — 1971. — № 5. — С. 65-69.
- Сахно И. И. Материалы к экологии слепушонки обыкновенной в Ворошиловградской области // Вестник зоологии. — 1978. — № 1. — С.74-76.
- Сахно И. И., Полякова З. П. Распространение и численность мышевидных грызунов в Ворошиловградской области // Природное и сельскохозяйственное районирование СССР. — Москва, 1976. — С. 121—122.
- Сахно І. І., Сімонов М. А. Результати акліматизації промислових звірів у Ворошиловградській області // Наук. зап. Ворошиловгр. педінституту. Серія фіз.-мат. і природн. наук. — 1956. — Вип. 6. — С. 16-31.